# Philodryas patagoniensis
Philodryas patagoniensis — вид отруйних змій родини полозових (Colubridae). Мешкає в Південній Америці.

## Поширення і екологія
Philodryas patagoniensis мешкають в північно-східній, центральній і південній Бразилії, в Болівії, Парагваї, Уругваї і Аргентини (на південь до Чубута). Вони живуть в саванах серрадо, чако і каатинга та в степах Патагонії, а також на відкритих ділянках в атлантичних лісах. Живляться амфібіями, ящірками, зміями, птахами і гризунами.